# Potentiel postsynaptique
Un potentiel postsynaptique (PPS), encore appelé potentiel gradué ou potentiel électro-tonique, est le signal unitaire produit en aval d'une synapse. Il s'agit d'un changement transitoire et local de la différence de potentiel électrochimique établie de part et d'autre de la membrane.

## Les différents types de potentiels gradués

### Potentiel de plaque motrice
La plaque motrice est la zone synaptique entre le neurone et la cellule musculaire. Le neurotransmetteur mis en jeu est l'acétylcholine qui va se fixer sur un récepteur et va ainsi entraîner une dépolarisation.

### Potentiel récepteur
Ce potentiel est retrouvé à l’extrémité d'un neurone sensoriel (ex : Corpuscule de Pacini au niveau du derme profond). 

### Potentiels postsynaptiques
D'un point de vue informationnel, il y a deux types de PPS :
- le potentiel postsynaptique excitateur (PPSE) correspond à une dépolarisation de la membrane, ce qui augmente la probabilité que le neurone décharge un potentiel d'action (les ions Na+, présents en grande partie à l'extérieur de l'axone, pénètrent dans le neurone et le chargent positivement augmentant ainsi son potentiel) ;
- le potentiel postsynaptique inhibiteur (PPSI) correspond à une hyperpolarisation de la membrane qui diminue la probabilité de la décharge. L'ouverture des canaux potassiques permet aux ions K+ de sortir de la cellule, ce qui hyperpolarise celle-ci (perte excessive d'ions K+). Les ions Cl- présents en grande partie à l'extérieur de l'axone peuvent également entrer dans le neurone et le chargent négativement diminuant ainsi son potentiel.

D'un point de vue cinétique, on décrit des « PPS lents » et des « PPS rapides ». La génération des PPS rapides est due à l'activation de canaux ioniques via des récepteurs ionotropes, alors que celle des PPS lents est due à l'activation directe de récepteurs métabotropes.

## Propagation des potentiels gradués

Propagation d'un potentiel décrémentiel

La variation du potentiel de membrane va se propager depuis le site d'origine jusqu'aux zones voisines de la membrane plasmique qui sont encore au potentiel de repos. Cette propagation est multidirectionnelle.
La circulation est dite « décrémentielle » c'est-à-dire que l'intensité de la dépolarisation diminue puis disparaît avec la distance.

## Sommation des potentiels gradués

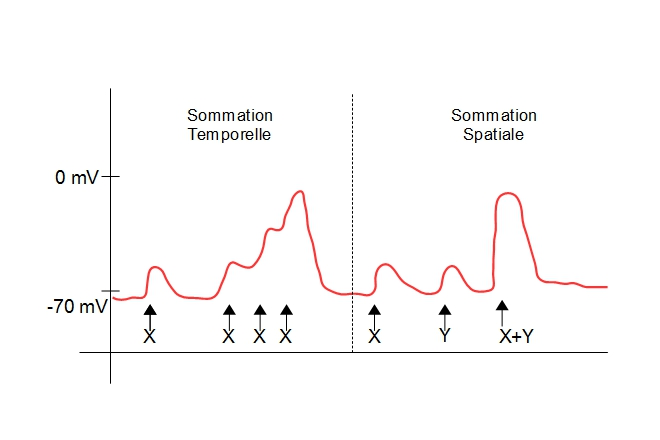
Différence entre la sommation temporelle et la sommation spatiale pour un potentiel gradué

Il existe deux types de sommations :
- La sommation temporelle : Un stimulus sera appliqué plusieurs fois de suite, de manière très rapprochées sur un seul site de stimulation. La variation du potentiel de membrane s'amplifie car la réponse s'additionne dans le temps ;
- La sommation spatiale : Deux sites de stimulations, proches l'un de l'autre, sont stimulés par deux stimuli différents. L'application simultanée de ces stimuli va entraîner une sommation des réponses dans l'espace.

La sommation est très importante pour la réponse du neurone car ce dernier possède des milliers de synapses et il va donc intégrer des milliers d'informations synaptiques sur des périodes de temps très brèves pour ne générer qu'un potentiel d'action, par sommation de toutes ces activités synaptiques jusqu’à un seuil de déclenchement.